# William H. McRaven
William Harry McRaven (Pinehurst, 6 novembre 1955) è un ammiraglio statunitense, ex-comandante del Joint Special Operations Command noto per essere stato il protagonista dell'Operazione Lancia di Nettuno, avvenuta tra il 1º e il 2 maggio 2011 ad Abbottabad e culminata con l'uccisione del leader di Al-Qāʿida Osama bin Laden. Il 29 agosto 2014 si congeda dalla Marina dopo 37 anni di servizio.

## Vita privata
Dal 1977 William McRaven è sposato, all'età di 22 anni, con Georgeann Brady, da cui ha avuto tre figli.

## Onorificenze
- Defense Distinguished Service Medal
- Defense Superior Service Medal (2)
- Legion of Merit (2)
- Bronze Star Medal (2)